# El palacio de Putin: historia del mayor soborno
El palacio de Putin: historia del mayor soborno es un documental ruso, basado en la investigación homónima de la Fundación Anticorrupción (FBK) y publicado el 19 de enero de 2021. La película describe el sistema de corrupción ruso que, según los autores de la investigación, está encabezado por el presidente ruso Vladímir Putin. La mayor parte de la película se centra en la residencia en el cabo Idokopás y sus alrededores, supuestamente propiedad de Vladímir Putin a través de representantes interpuestos. FBK estima el costo del palacio con edificios en 100 000 millones de rublos (unos 1000 millones de euros).
El documental de la investigación fue publicado en YouTube el 19 de enero de 2021 (17:00), poco después de la detención de Alekséi Navalni a su regreso a Rusia, luego de recibir tratamiento en Alemania a consecuencia de haber sido envenenado en agosto de 2020. Según estadísticas internas, al 28 de enero de 2021, la película recibió más de 100 millones de visitas, más de 4,3 millones de me gusta y más de 1,6 millones de comentarios, convirtiéndose en el video más visto en YouTube el 19 de enero y llegando a los 10 vídeos más vistos del momento en YouTube en 23 países.

## Trama

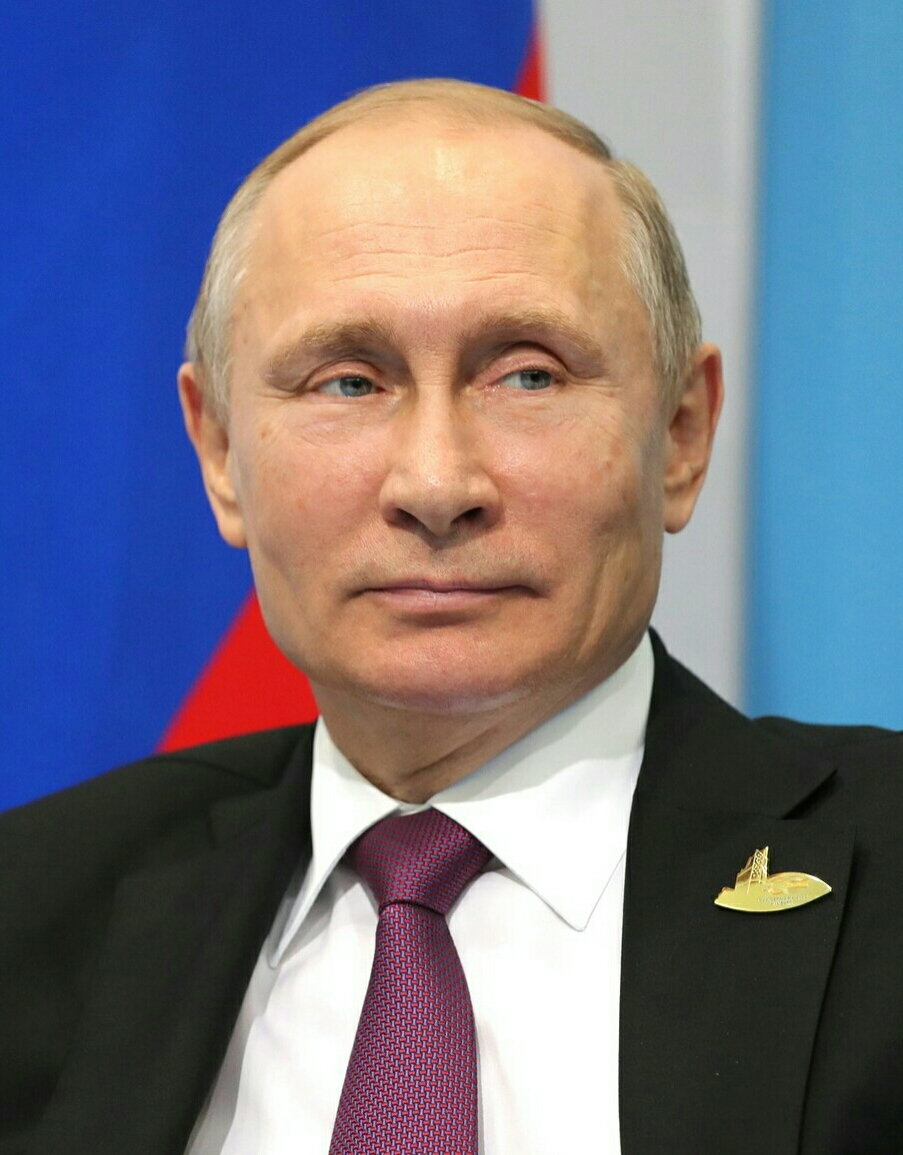
Foto de Vladímir Putin, el personaje sobre el que trata el film

La película, que cuenta con subtítulos en inglés, comienza con un llamado a protestar el 23 de enero de 2021, exigiendo la liberación de Alekséi Navalny detenido a su llegada a Rusia tras ser tratado y rehabilitado en Alemania de su envenenamiento que tuvo lugar en agosto de 2020 durante un vuelo de Tomsk a Moscú.

Además, Alekséi Navalny relata la historia de la creación de la película manifestando que esta investigación es un retrato psicológico de Vladímir Putin.

- Introducción. Putin en Dresde. Fiestas conjuntas del KGB y la Stasi, bailes y primeros amigos.
- Capítulo 1. San Petersburgo. El joven Putin, el Leningrado del bandidismo y los primeros grandes sobornos. Cómo Alekséi Miller aceptaba sobres con dinero.
- Capítulo 2. "Moscú". Cartas de Liudmila Pútina. Cómo se pelearon Vladímir Putin e Ígor Sechin. Putin está salvando a la familia de Yeltsin.
- Capítulo 3. "El Palacio". Vuelo sobre el Palacio de Putin. Los hábitos de realeza de Putin. Los interiores más caros de Rusia.

El objeto principal de la investigación es el palacio cerca de Gelendzhik, cerca del pueblo de Praskovéyevka, con un área de 17.600 metros cuadrados, que Navalny llama "la casa privada más grande de Rusia" basándose en la documentación en su poder. Al parecer, todos los vehículos que acceden a la propiedad son inspeccionados en varios puntos de control y los trabajadores tienen estrictamente prohibido llevar incluso teléfonos móviles simples con una cámara. Además del palacio en sí, el recinto cuenta con un palacio de hielo subterráneo, dos helipuertos, un arboreto, un invernadero con una superficie de 2500 metros cuadrados, una iglesia, un anfiteatro, una "casa del té" y un puente de 80 metros sobre un barranco. Para acceder a la playa se cavó un túnel especial, que cuenta con una sala de cata de vinos con vistas al mar. El área del complejo del palacio cuenta con 68 hectáreas, mientras que las 7000 hectáreas de terreno alrededor del palacio representan un territorio cerrado bajo la autoridad del FSB, arrendado a ООО «Комплекс», propietario del palacio. La misma empresa alquila el litoral frente al palacio. Según la investigación, está prohibida la pesca a menos de 2 kilómetros del cabo Idokopás y el espacio aéreo sobre el complejo del palacio es una zona de exclusión aérea.

Se presentan los planos del edificio del palacio y la visualización de sus interiores. Se muestran fotografías de algunos muebles en el palacio, cada uno de ellos con un coste superior a los 2 millones de rublos.

- Capítulo 4. "Viñedos". Un pasatiempo muy caro para el presidente. Un pasatiempo aún más caro del presidente. Granja de ostras de la "Defensa" para Putin.

Cerca del palacio se ubica la bodega Usadba Divnomórskoye (La finca Divnomórskoye), y se está construyendo una nueva bodega, que se dice ser propiedad de Nikolái Yegórov, un compañero de promoción de Putin en la universidad. También hay un criadero de ostras cerca del palacio que, según los autores de la investigación, no se dedica al cultivo de ostras, pero que sirve como excusa para prohibir el movimiento por agua en las cercanías del palacio.

- Capítulo 5. "Propietarios". Un esquema complejo para un ladrocinio simple. El tío más generoso de Rusia.

Cómo descubrieron los autores de la investigación, en la etapa inicial, la construcción del palacio fue realizada por la empresa Rosinvest («Росинвест»), controlada por Vladímir Putin según los autores de la investigación. En 2011, el empresario Aleksandr Ponomarenko anunció que había comprado este palacio a uno de los copropietarios de Rosinvest Nikolái Shamálov y dos de sus socios. En una entrevista con Kommersant, Ponomarenko dijo que el acuerdo valía 350 millones de dólares. Pero, según los autores con referencia a los estados financieros de la empresa offshore Kernicom Enterprises, el monto real fue de poco más de 356 mil dólares, luego de lo cual el palacio cambió varias veces de dueño formal. Por el momento, resultó que el propietario clave del palacio es la empresa "Accept", propiedad del primo de Putin, Mijaíl Shelómov.

- Capítulo 6. "Patrocinadores". Sugerimos cuánto cuesta todo este lujo.

La investigación también proporciona un plan para financiar la construcción del palacio. Según los autores de la investigación, el dinero para su construcción fue transferido, entre otras cosas, por Transneft (encabezado por el colega de Putin en la KGB Nikolái Tókarev), Rosneft (encabezado por Ígor Sechin, exasistente de Putin en el Comité de Relaciones Exteriores de San Petersburgo), Yuri Kovalchuk y Gennadi Tímchenko.

- Capítulo 7 . "Mujeres". Una amante muy secreta del presidente. Una amante no muy secreta del presidente.

El plan de financiación también incluye a una tal Svetlana Krivonóguij, así como a una figura pública y exgimnasta Alina Kabáyeva, que recibió dinero de las mismas fuentes que la empresa propietaria del palacio. Anteriormente en los medios hubo rumores sobre los vínculos personales de Putin con Krivonóguij y Kabáyeva.

- Conclusión. "Conclusiones".

## Personajes públicos mencionados
| Nombre          | Ocupación                                                |
| --------------- | -------------------------------------------------------- |
| Vladímir Putin  | Oficial de la KGB, presidente de la Federación de Rusia  |
| Ilham Rahímov   | Multimillonario ruso                                     |
| Alekséi Miller  | Presidente del Consejo de Administración de PJSC Gazprom |
| Liudmila Pútina | Exesposa de Vladímir Putin                               |

## Respuesta pública

### Reacción de los medios

#### Rusia
Medios federales ignoran la investigación.[cita requerida]

#### Alemania
La película provocó una amplia respuesta en los medios alemanes. Casi todos están impactados por el tamaño del supuesto palacio de Vladímir Putin. Se destaca el vasto territorio del palacio: es 39 veces más grande que el área del Principado de Mónaco.
Según los expertos entrevistados por Deutsche Welle, la investigación supuso un duro golpe para las posiciones de las autoridades y la imagen del presidente Putin. También amplió seriamente la audiencia de Navalny. Según el politólogo Abbás Gallyámov, a diferencia de investigaciones anteriores, dirigidas principalmente a la clase media, el público objetivo de esta investigación es el llamado pueblo profundo, que hasta hace poco se consideraba el baluarte de las autoridades y su electorado clave.
Además, la investigación elimina varios tabúes tácitos: anteriormente, solo la comitiva del presidente estaba sujeta a críticas y acusaciones de corrupción, mientras que el propio Putin no había sido acusado tan seriamente hasta este momento. Otro tabú que Navalny violó en esta investigación fue la discusión de la vida personal de Putin.
La revista Der Spiegel considera que la investigación es una especie de respuesta al envenenamiento de Navalny en agosto de 2020.
Deutsche Welle establece un paralelismo entre esta investigación y el escándalo con la residencia de Mezhyhirya del expresidente de Ucrania Víktor Yanukóvich.

#### Otros países
The Guardian llama a la película una "investigación colosal" y señala que incluso mientras está en prisión, Navalny continúa representando una amenaza para Putin.
La película utiliza música de diferentes estilos y épocas: barroca, clásica, estilización moderna sobre la música de la época barroca, neoclásica, techno y música pop rusa. La introducción a la película, la introducción musical y los créditos finales van acompañados de una estilización de la música de la época barroca por un compositor moderno. Los recortes entre las partes van acompañados directamente de la música barroca de Antonio Vivaldi.

### Reacción del gobierno
El portavoz del presidente ruso Dmitri Peskov comentó sobre la investigación de la siguiente manera:

Пластинка сильно заезженная. Много лет назад мы уже объясняли, что нет никаких дворцов у Путина.

Parece un disco rayado. Hace años ya explicamos que Putin no tiene palacios.
Peskov también comentó sobre las solicitudes para transferir donaciones a FBK al final de la película, acusando a los creadores de fraude.

В конце этого материала указаны номера счетов. С просьбой туда перечислять деньги. Мне кажется, это главная задача подобных материалов. Подобных псевдо-расследований. Это и есть главный лохотрон. Мы предупреждаем граждан с учетом такого количества просмотров, подумайте, перед тем как переводить деньги таким жуликам. Подумайте десять раз.

Al final del reportaje aparecen números de cuentas bancarias, pidiéndole que done a la causa. Me parece que este es el objetivo principal de tales reportajes, de pseudoinvestigaciones similares. Esta es la verdadera estafa. Advertimos a los ciudadanos, teniendo en cuenta tantos puntos de vista: piense antes de transferir dinero a ladrones como estos. Piénselo unas cuantas veces.
El 20 y 21 de enero, la policía organizó un masivo pasando por alto a los empleados de FBK, así como a otros periodistas y activistas de oposición, a quienes se les advirtió que no participaran en acciones no autorizadas. El 21 de enero de 2021, fueron detenidos la abogada de FBK Liubov Sóbol, la secretaria de prensa de Navalny Kira Yármysh, el investigador de FBK Gueorgui Albúrov, el abogado de FBK Vladlen Los.

### Reacción en línea
La investigación de la Fundación Anticorrupción sobre el palacio lujosamente amueblado del presidente ruso Vladímir Putin en Gelendzhik ha provocado un gran revuelo entre los usuarios de Internet. Los fotogramas de la película se han convertido en la base para la creación de muchos memes, y el impresionante alto costo de la mansión de Putin es motivo de bromas burlonas. El llamado "depósito de barro"  y la "aguadiscoteca" despertaron un gran interés, así como el satírico baile en barra de Valentina Tereshkova, en alusión a su papel en la elaboración de las enmiendas a la Constitución de Rusia de 2020. Otro meme recurrente es el escabroso detalle de la escobilla de baño de una de las bodegas del palacio que costó 700 euros, como consta en la factura adjunta, mientras el mínimo vital en 2021 en Rusia está establecido en 11.653 rublos al mes. En enero de 2021, esta suma equivalía a cobrar aproximadamente 127 euros al mes. En las protestas en Rusia de 2021, se podían observar a ciudadanos que se manifestaban con una escobilla dorada en mano en alusión al caso.

## Aspectos artísticos

### Acompañamiento musical
| Sincronización    | Trabajo, intérprete / compositor                                                           |
| ----------------- | ------------------------------------------------------------------------------------------ |
| 0:00:00 - 0:02:26 | Clavicémbalo barroco y cuerdas de Rafael Krux                                              |
| 0:01:20 - 0:01:32 | Journey, Mario & Amity Cadet                                                               |
| 0:02:46 - 0:03:17 | Clavicémbalo barroco y cuerdas de Rafael Krux                                              |
| 0:03:38 - 0:03:43 | Journey, Mario & Amity Cadet (más 0:04:58 - 0:05:03; 0:05:15 - 0:05:19; 0:07:32 - 0:07:39) |
| 0:08:06 - 0:08:12 | " Aleluya " del motete " In furore iustissimae irae " (RV 626), A. Vivaldi                 |
| 0:16:59 - 0:17:06 | - // -                                                                                     |
| 0:25:50 - 0:25:57 | - // -                                                                                     |
| 0:29:18 - 0:30:05 | Sports Rock Beat, Kascciliano (y 0:30:30 - 0:30:45)                                        |
| 0:30:45 - 0:36:52 | (el tema de sobrevolar el territorio) [ especificar ]                                      |
| 0:59:35 - 1:00:40 | (tema con campanas) [ especificar ]                                                        |
| 1:00:40 - 1:02:07 | (tema del teatro y placeres reales) [ especificar ]                                        |
| 1:04:55 - 1:06:10 | (tema con clavecín) [ especificar ]                                                        |
| 1:05:22 - 1:05:30 | "Emperatriz", Irina Allegrova                                                              |
| 1:06:37 - 1:06:43 | "Aleluya" del motete "In furore iustissimae irae" (RV 626), A. Vivaldi                     |
| 1:06:43 - 1:08:48 | (tema orquestal clásico) [ especificar ]                                                   |
| 1:15:25 - 1:17:00 | (el tema de sobrevolar el territorio) [ especificar ]                                      |
| 1:19:58 - 1:20:04 | "Aleluya" del motete "In furore iustissimae irae" (RV 626), A. Vivaldi                     |
| 1:31:26 - 1:31:33 | - // -                                                                                     |
| 1:51:45 - 1:52:50 | Clavicémbalo barroco y cuerdas de Rafael Krux                                              |

## Acciones de protesta
Las protestas en Rusia se iniciaron el 23 de enero de 2021 y fueron anunciadas por la Fundación Anticorrupción durante la publicación del documental de investigación “El palacio de Putin: historia del mayor soborno". Las protestas fueron motivadas por la detención y el arresto del político opositor Alekséi Navalni y sus declaraciones sobre la corrupción contra el actual presidente ruso Vladímir Putin, máximo dirigente ruso desde 1999.
Tras el envenenamiento de Alekséi Navalni en agosto de 2020, el político fue tratado en Berlín. El 14 de diciembre de 2020, fue publicada una investigación conjunta de The Insider, Bellingcat y CNN, demostrando que el intento de asesinato de Navalni fue llevado a cabo por un grupo de ocho agentes del FSB que operan bajo la cobertura del Instituto de Criminalística del FSB. Según el propio Alekséi Navalni, Putin ordenó este intento.
El 17 de enero de 2021, Alekséi Navalni regresó a Rusia junto a su esposa tras permanecer 5 meses en Alemania después de su envenenamiento. En el Aeropuerto Internacional de Moscú-Sheremétievo Navalni fue arrestado al cruzar el control de pasaportes, acusado de incumplir las condiciones de una condena previa por una presunta corrupción en el caso Yves Rocher, cuando las autoridades rusas sabían de sobra que dicha sentencia había sido recurrida y la demanda ganada por el opositor en el Tribunal Europeo de Derechos Humanos.
Las protestas en Rusia el 23 de enero de 2021 fueron anunciadas por la Fundación Anticorrupción durante la publicación del documental de investigación Palacio de Putin. La historia del mayor soborno. El motivo de las protestas fue la detención y arresto del político opositor Alekséi Navalni y sus declaraciones sobre la corrupción del régimen del presidente ruso Vladímir Putin.
Decenas de miles de personas marcharon el 23 de enero en más de 110 ciudades rusas en apoyo al opositor arrestado. Las fuerzas de seguridad detuvieron a más de 3.000 personas, según la organización especializada en apoyo a detenidos OVD-Info. Entre los arrestados se encontraba su esposa, Yulia Naválnaya.